# Markkleeberg
Markkleeberg – miasto w Niemczech, w kraju związkowym Saksonia, w okręgu administracyjnym Lipsk, w powiecie Lipsk (do 31 lipca 2008 w powiecie Leipziger Land), nad rzeką Pleiße, ok. 7 km na południe od Lipska.

## Demografia
Na dzień 31 sierpnia 2007 roku miasto liczyło 24 030 mieszkańców, 31 grudnia tego samego roku liczba ta zmalała do 24 021, natomiast 31 grudnia 2009 liczba mieszkańców wynosiła 24 254.

## Historia
Miasto Markkleeberg zostało założone w 1934 roku z połączenia miast Oetzsch-Markkleeberg i Gautzsch. Ponieważ naziści nie akceptowali nazwy znacznie większej gminy Gautzsch ze względu na jej słowiańskie pochodzenie, a sztuczna nazwa Auenwalde również nie zyskała akceptacji, jako nazwę nowego miasta wybrano nazwę najmniejszej gminy, Markkleeberg. Wszystkie słowiańskie nazwy dzielnic zostały zlikwidowane: Gautzsch stał się Markkleeberg-West, Oetzsch, z włączonym Raschwitz, stał się Markkleeberg-Mitte, a Markkleeberg stał się Markkleeberg-Ost. 
W dniu 16 października 1813 r. dzielnica Wachau była głównym teatrem Bitwy Narodów zwanej też bitwą pod Lipskiem, największej bitwy Napoleona na terenie obecnych Niemiec. 

## Zabytki
- Kamień Apla nr 11, postawiony w 1863 i odrestaurowany w 1913, upamiętniający udział księcia Józefa Poniatowskiego w bitwie narodów.
- Dom Bramny
- Kościół Marcina Lutra z lat 1717–1718 (barokowy)
- Wieża ciśnień z 1902
- Ratusz z 1921
- Domy i wille z przełomu XIX/XX w.

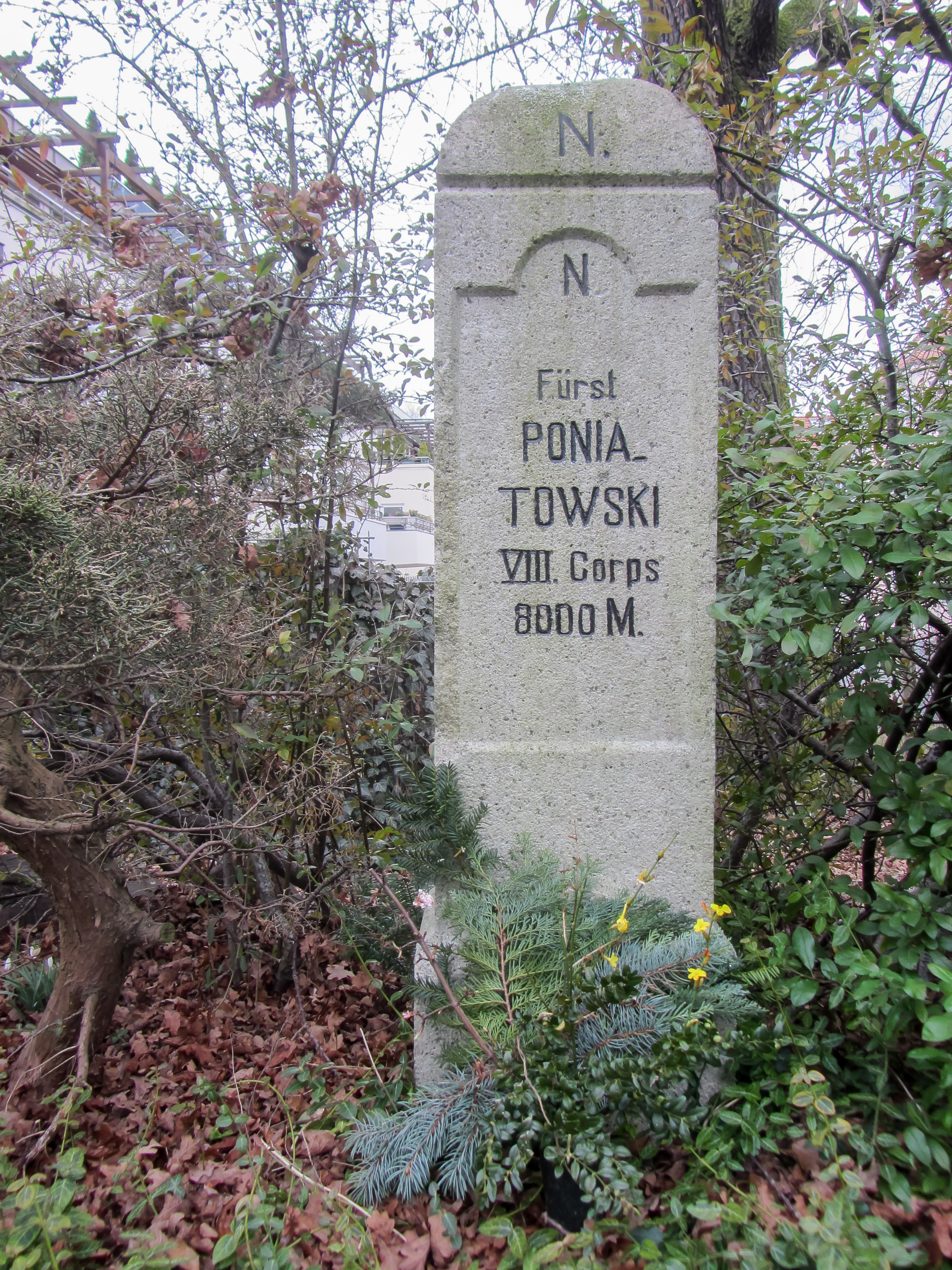
Kamień Apla, upamiętniający Poniatowskiego
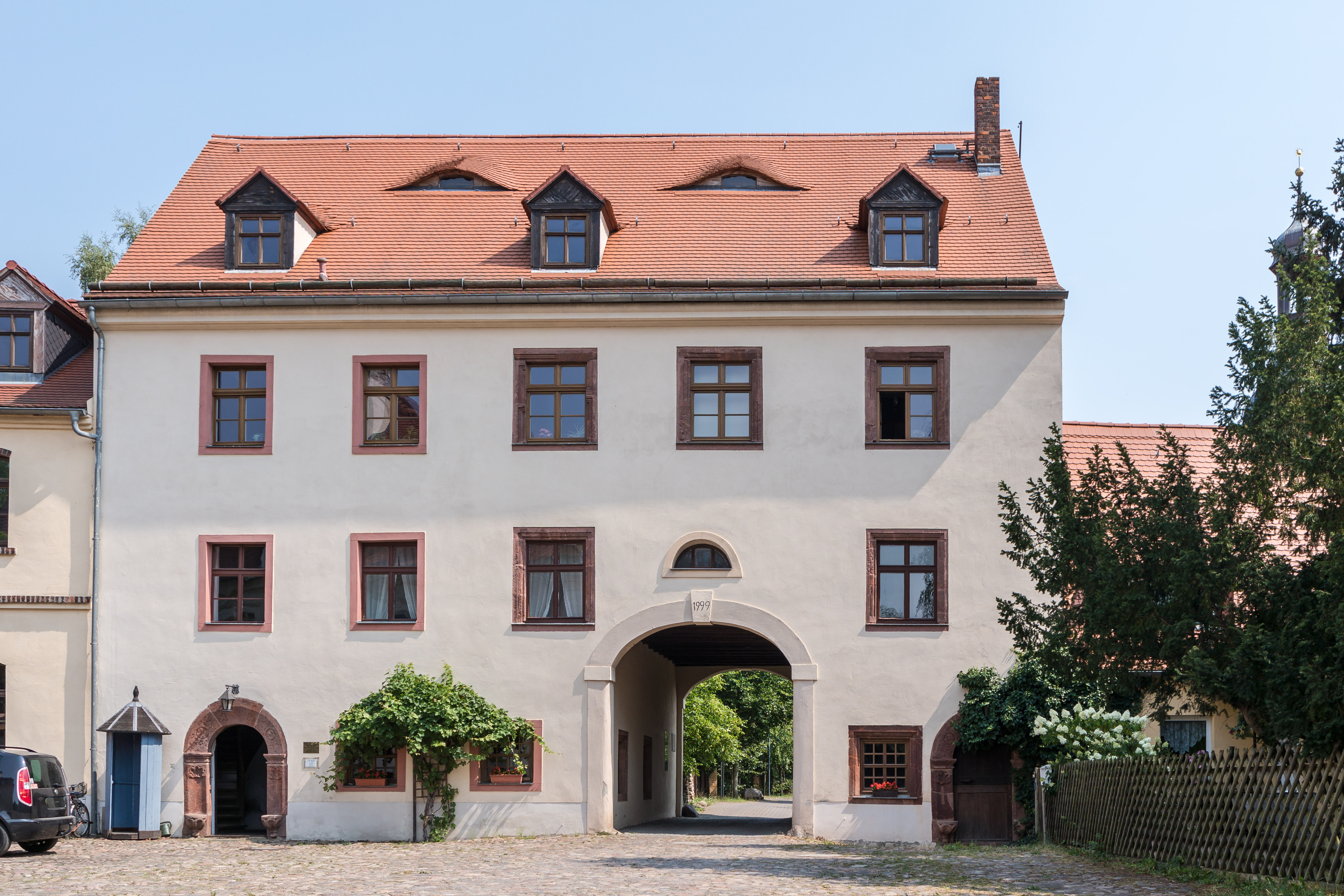
Dom Bramny
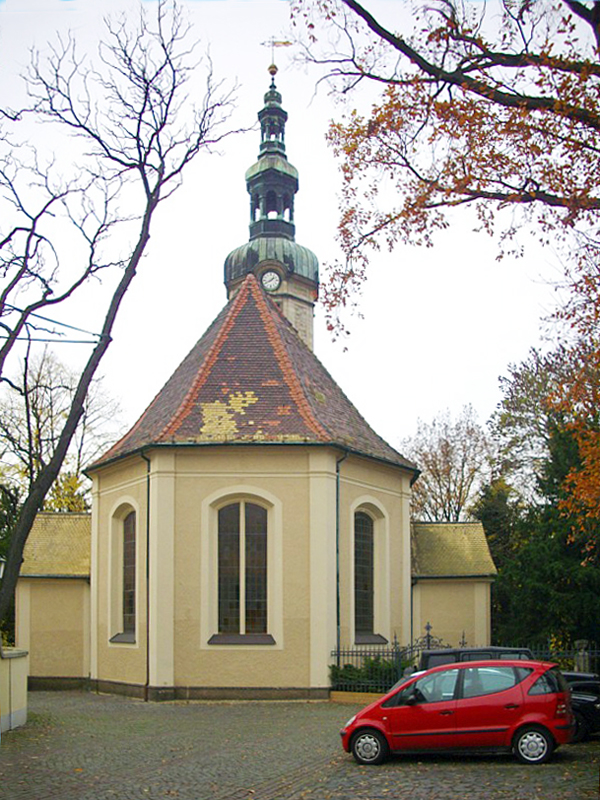
Kościół Marcina Lutra
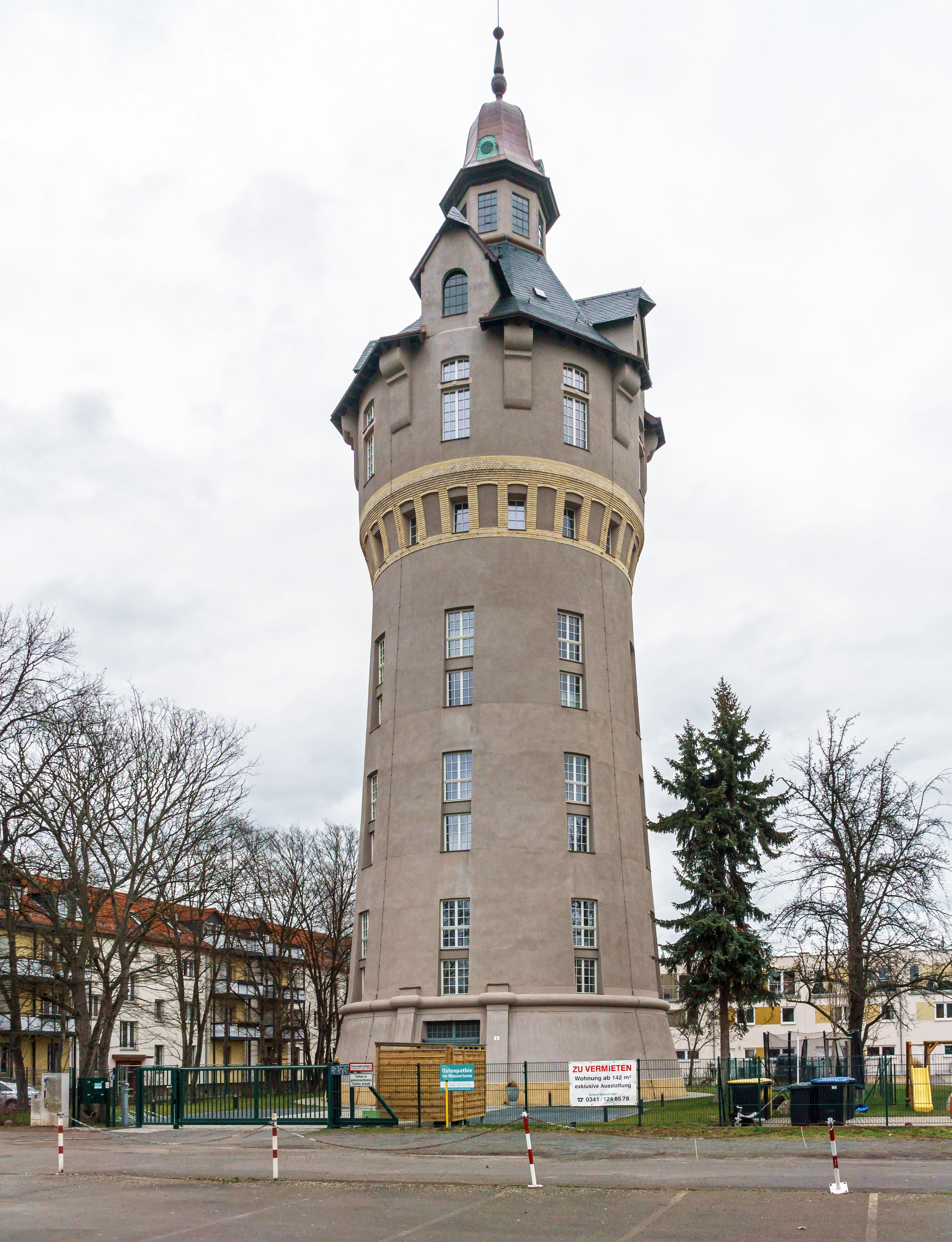
Wieża ciśnień

## Współpraca
- Hemmingen, Dolna Saksonia
- Neusäß, Bawaria
- Pierre-Bénite, Francja
- Zărnești, Rumunia